# Lagenophryidae
Famille
Synonymes
- Lagenophryiidae ,
- Lagenophryinae,
- Stylohedrinae.

Les Lagenophryidae sont une famille de Ciliés de la classe des Oligohymenophorea et de l'ordre des Peritrichida.

## Étymologie
Le nom de la famille vient du genre type Lagenophrys, composé du préfixe Lagen-, « bouteille, cruche à gros ventre », et du suffixe grec οφρύς / ophrýs, « sourcil ⇒ cil ⇒ cilié », littéralement « cilié (en forme de) bouteille », en référence à la forme des loriques de ce cilié. 

## Description
Les Lagenophryidae ont une taille petit à moyenne (< 80 μm à 200 μm). Leur forme, est ovoïde, aplatie, à symétrie bilatérale. Leur trophonte est complètement enfermé dans une lorique ellipsoïde, ovoïde ou hémisphérique à laquelle ils ne sont attachés que sur une partie du bord intérieur de l'ouverture. La lorique est fermée par des plis opposés en forme de lèvre, orientés parallèlement à l'axe transversal de cette loge ou avec un opercule en forme de lambeau. Ils n’ont pas de tige. Leur scopule est considérablement élargie en superficie, agissant apparemment uniquement lors de la fixation du télotroche. La région buccale, comme la sous-classe de Peritrichia (Stein, 1859) est souvent rétractable, encerclant le pôle apical comme péristome, bordée d'une collerette plus ou moins proéminente, mais il n’y a pas de lèvre péristomiale et il y a un disque épistomial extensible au moyen d'une base contractile allongée. La reproduction de fait par fission anisotomique ou asymétrique, avec télotroque se formant sur le côté gauche du parent. Le macronoyau est allongé, souvent en forme de bande ou ellipsoïde compact. Micronoyau, vacuole contractile et cytoprocte sont présents.

## Habitat et répartition
Les Lagenophryidae vivent dans des habitats marins, saumâtres ou d'eau douce comme symphoriontes, le plus souvent sur les branchies des Crustacés amphipodes et décapodes d'eau douce, en particulier les écrevisses, mais aussi les crevettes et les crabes, ainsi que sur les plantes aquatiques.

## Liste des genres
Selon GBIF (3 janvier 2024) :
- Circolagenophrys Yankovskij, 1980
- Clistolagenophrys Clamp, 1991
- Lagynophrya
- Lagenophrys von Stein, 1851 genre type
  - Espèce type : Lagenophrys vaginicola von Stein, 1851
- Legendrea
- Legenophrys
- Paralagenophrys Clamp, 1987
- Stylohedra Kellicott, 1884

Selon Lynn (2010)
- Clistolagenophrys Clamp, 1991
- Lagenophrys von Stein, 1851
- Operculigera Kane, 1969
- Paralagenophrys Clamp, 1987
- Setonophrys Jankowski, 1986
- Stylohedra Kellicott, 1884

Genre Incertae sedis :
- Eilymophrys Corliss, 1979

## Systématique
Le nom valide de ce taxon est Lagenophryidae Bütschli, 1889.